# 克靈山
克靈山（英語：Mount Kling），是南極洲的山峰，位於南喬治亞群島，處於努登舍爾德峰和布魯克山之間，海拔高度1,845米，由英國南極名稱諮詢委員會命名，由英國海外領土管轄。